# Исанбет, Наки
Наки́ Исанбе́т (Наки Сиразиевич Закиров, тат. Nəqi İsənbət, Нәкый Исәнбәт; 1899—1992) — татарский писатель, поэт, драматург, прозаик, учёный-фольклорист и филолог, составитель татарских словарей. Заслуженный деятель искусств РСФСР (1959). Народный писатель Татарской АССР (1986).

## Биография
Наки Исанбет — сын сельского муллы (с. Малояз (Малоязово), ныне Салаватский район), начав своё образование в сельском медресе, продолжил его в медресе «Хасания» (г. Уфа).
В 19 
лет, будучи шакирдом знаменитого казанского медресе «Мухаммадия», начал печататься в журналах. В это же время проявился его интерес к слову и языку, а свою беззаветную любовь к народному творчеству, к родному языку он пронёс через всю жизнь.
Его стихи стали словами любимых народом песен («Уракчы кыз», «Бормалы су», «Гармонь», «Син сазыңны уйнадың»). Его пьесы прочно вошли в репертуар татарских театров («Ходжа Насретдин», «Зифа», «Портфель», «Муса Джалиль», «Хиджрат» и другие). Произведения для детей (включая фольклорные) также очень популярны («Мыраубай батыр»).
Неоценимым вкладом в татарскую культуру было издание собранного Н. Исанбетом трёхтомника «Татарские народные пословицы» (уникального и самого большого сборника на тюркских языках), книг «Татарские народные загадки» и «Детский фольклор».
Н. Исанбет ввёл в культурный оборот героический эпос (дастан) татарского народа «Идегей», впервые опубликовав в 1940 году его сводный текст, составленный им по принципу творческой реставрации. Новая уточнённая версия эпоса была подготовлена им к публикации, но война, а затем запрет тогдашних властей, задержали опубликование. Эти материалы позже были использованы в публикации конца 1980-х годов, но без каких-либо ссылок на авторство.

## Память

Мемориальная доска в Казани

- Похоронен на Татарском кладбище Казани
- В г. Казани в Советском районе есть улица Наки Исанбета.

## Награды и звания
- орден Ленина (14.06.1957)
- орден Трудового Красного Знамени (16.01.1970)[2]
- орден Дружбы народов (29.12.1979)[3]
- Заслуженный деятель искусств Татарской АССР (1957)
- Заслуженный деятель искусств РСФСР (26.12.1959)
- Республиканская премия имени Габдуллы Тукая (1968)
- Народный писатель Татарской АССР (1986)

## Произведения
Переводил на татарский произведения А. С. Пушкина и У. Шекспира.
- Стихи на татарском языке Архивная копия от 13 сентября 2019 на Wayback Machine,
- пьеса «Ходжа Насретдин» (на татарском языке) (1940),
- историческая драма «Мулланур Вахитов» (1947 — русский перевод 1957),
- пьеса «Райхан» (1953),
- трагедия «Муса Джалиль» (1955),
- Татарские народные пословицы, в 3-х томах, издание второе, Казань 2010, Татарское книжное издательство, тираж 3000 экз., на татарском языке.
- Балалар фольклоры (Детский фольклор), Казань 2023, Татарское книжное издательство, тираж 4000 экз., на татарском языке.